# Scania Citywide
Scania Citywide – rodzina niskopodłogowych i niskowejściowych autobusów miejskich i podmiejskich produkowana od 2012 r. przez szwedzkie przedsiębiorstwo Scania AB w Słupsku w Polsce.

## Historia
Rodzina autobusów miejskich Scania Citywide została zaprezentowana po raz pierwszy na targach Busworld w belgijskim Kortrijk w 2011 r. Nowa konstrukcja dostępna w wersjach niskopodłogowych i niskowejściowych zastąpił dotychczas produkowane Scania OmniCity i Scania OmniLink. Design nawiązuje do poprzedników nowego modelu, ale także ma wiele cech wspólnych z innymi modelami Scania, szczególnie z autokarem Scania Touring. Z przodu charakterystycznym elementem jest duża maskownica chłodnicy połączona z trzyczęściowym zderzakiem. Światła wykonane w technologii LED nawiązują do tych z modelu Touring. Przednia szyba została połączona z otworem na przednią tablicę kierunkową, a także przeszkleniem bocznej ściany pojazdu. Tylna ściana pozostała niemal bez zmian w stosunku do poprzednika – zastosowano okrągłe światła LED w szarym pionowym przetłoczeniu oraz niewielką tylną szybę w kształcie trapezu. Z boku charakterystyczne jest podłużne przetłoczenie poniżej linii okien, a także połączona z oknami przestrzeń na boczną tablicę kierunkową. 
Konstrukcja całego nadwozia autobusów Citywide została wykonana z aluminium. Autobusy te mogą być napędzane silnikami Scania zasilanymi olejem napędowym, biodieslem, gazem ziemnym, biogazem lub bioetanolem. Początkowo spełniały one normy emisji spalin Euro 5 EEV, później zastąpiono je silnikami spełniającymi normę Euro 6. W autobusach wykorzystywane są automatyczne skrzynie biegów Scania Opticruise lub ZF Ecolife.
W 2011 r. podczas targów IAA w Hanowerze Scania zaprezentowała model Scania Citywide 12 LFH z napędem hybrydowym. W autobusie tym wykorzystano tę samą jednostkę napędową, co w wersji spalinowej, natomiast dodatkowo zamontowano silnik elektryczny o mocy 150 kW zasilany z baterii litowo-jonowych na dachu pojazdu. W 2017 r. natomiast na targach Busworld Kortrijk po raz pierwszy pokazano w pełni elektryczny autobus Scania Citywide 12 LF Electric. Pierwsze autobusy tego typu trafiły do szwedzkiego Östersund. 
W 2015 r. powstał prototypowy model dwupokładowego autobusu Scania Citywide LF DD. Miał on długość 10,94 m i wysokość 4,06. Mógł pomieścić 88 osób, w tym 69 na miejscach siedzących (45 na górnym i 24 na dolnym pokładzie). Autobus trafił do berlińskiego przewoźnika BVG.

## Modele
Modele autobusów miejskich z rodziny Scania Citywide:

- Scania Citywide 10,9 m LF,
- Scania Citywide 12 m LF,
- Scania Citywide 12 m LFH,
- Scania Citywide 12 m LF Electric,
- Scania Citywide 18 m LF,
- Scania Citywide LF DD,
- Scania Citywide 12 m LE,
- Scania Citywide 12,7 m LE,
- Scania Citywide 13,7 m LE,
- Scania Citywide 14,8 m LE,
- Scania Citywide 18,1 m LE.

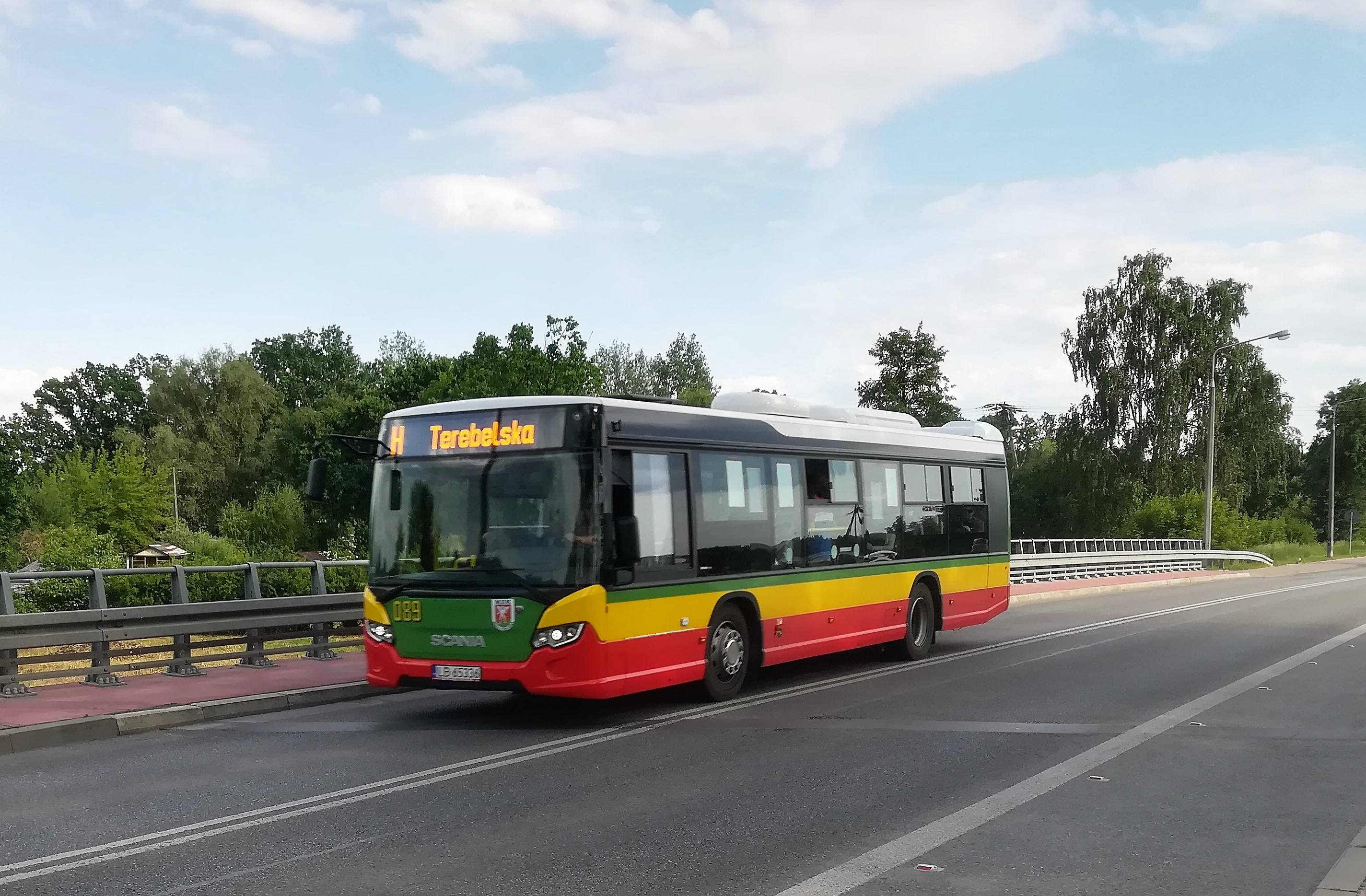
Scania Citywide 10,9 m LF
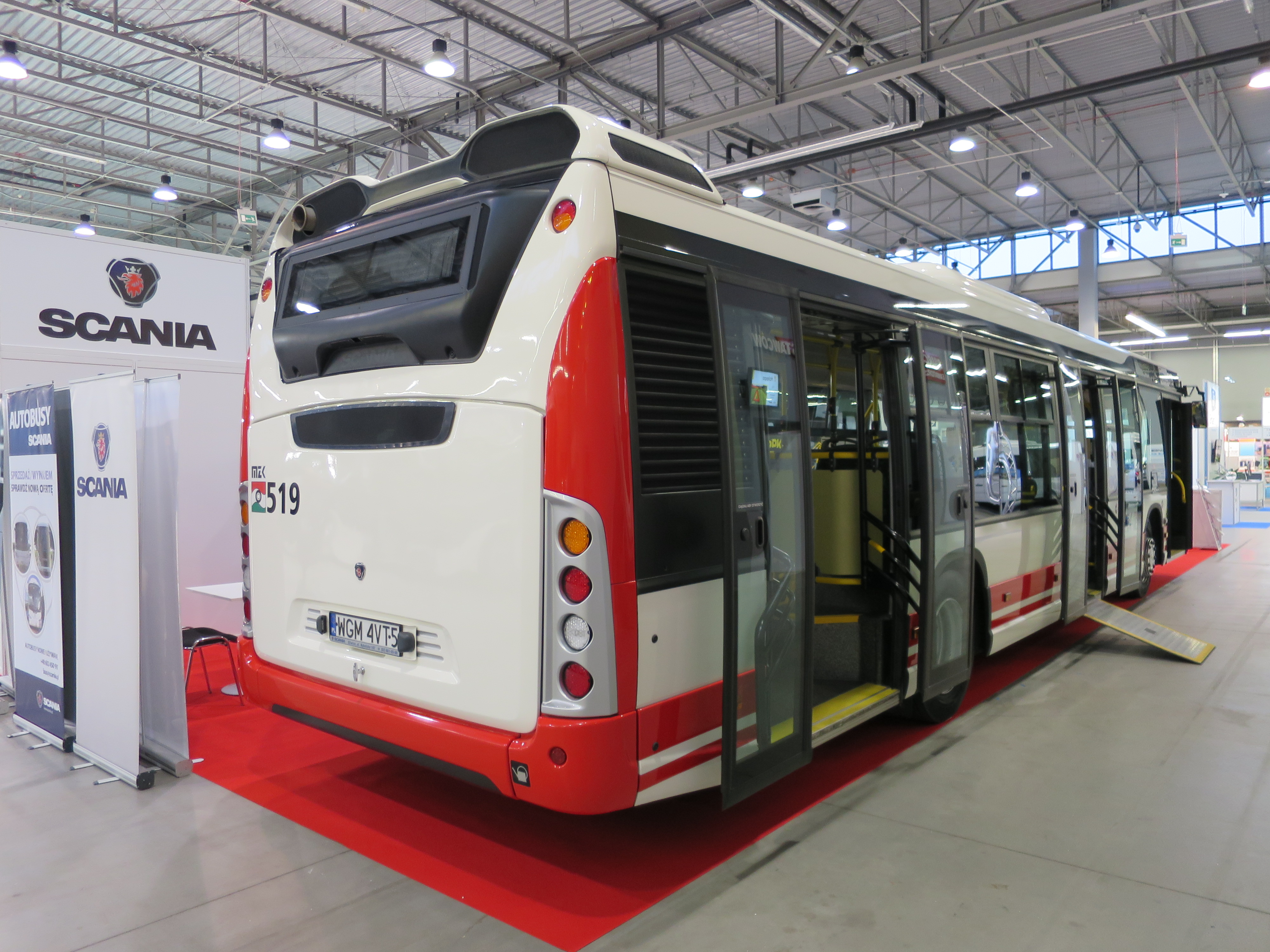
Tył Citywide 12 m LF
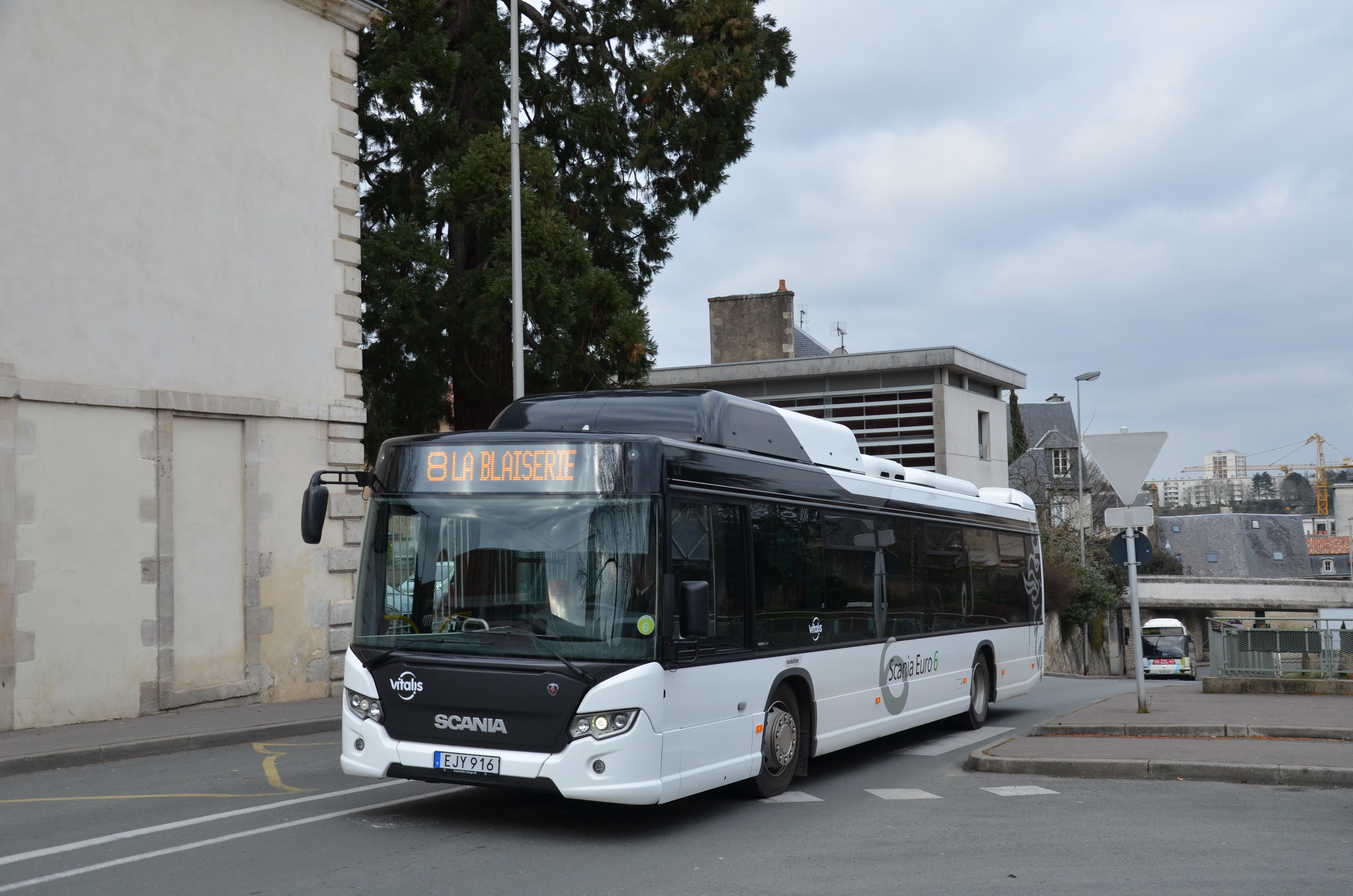
Scania Citywide 12 LF z napędem na gaz CNG
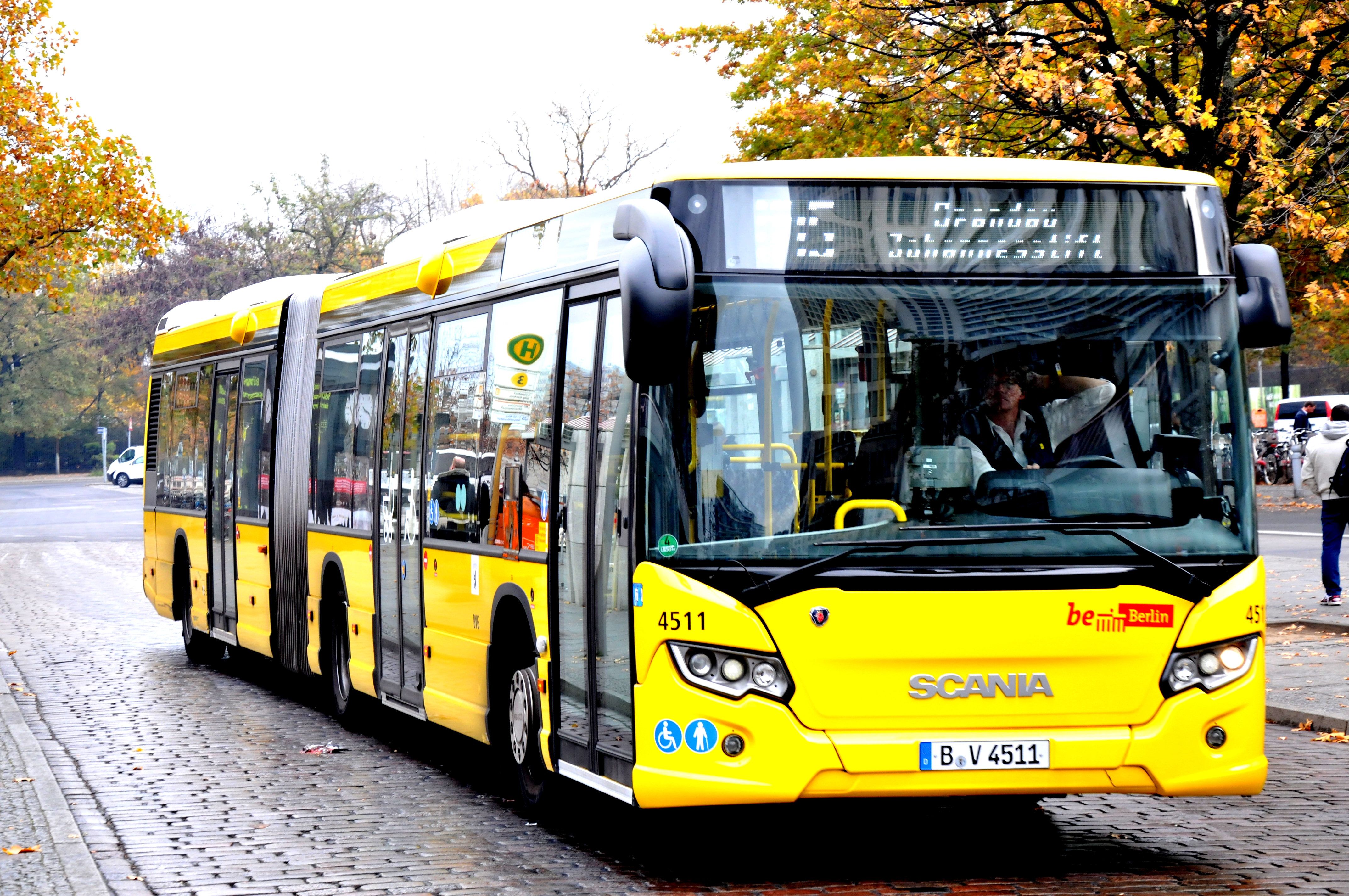
Scania Citywide 18 m LF
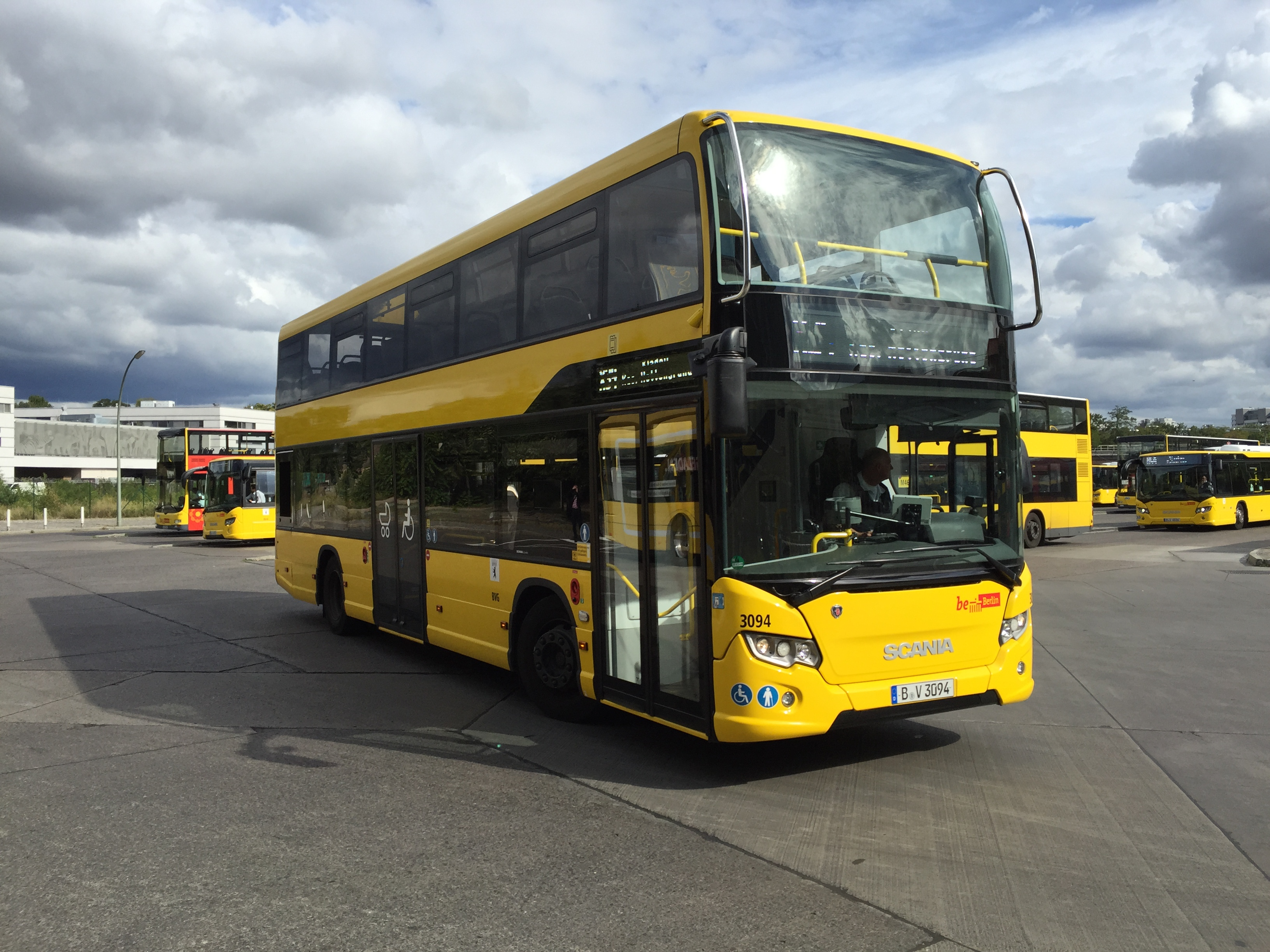
Scania Citywide LF DD
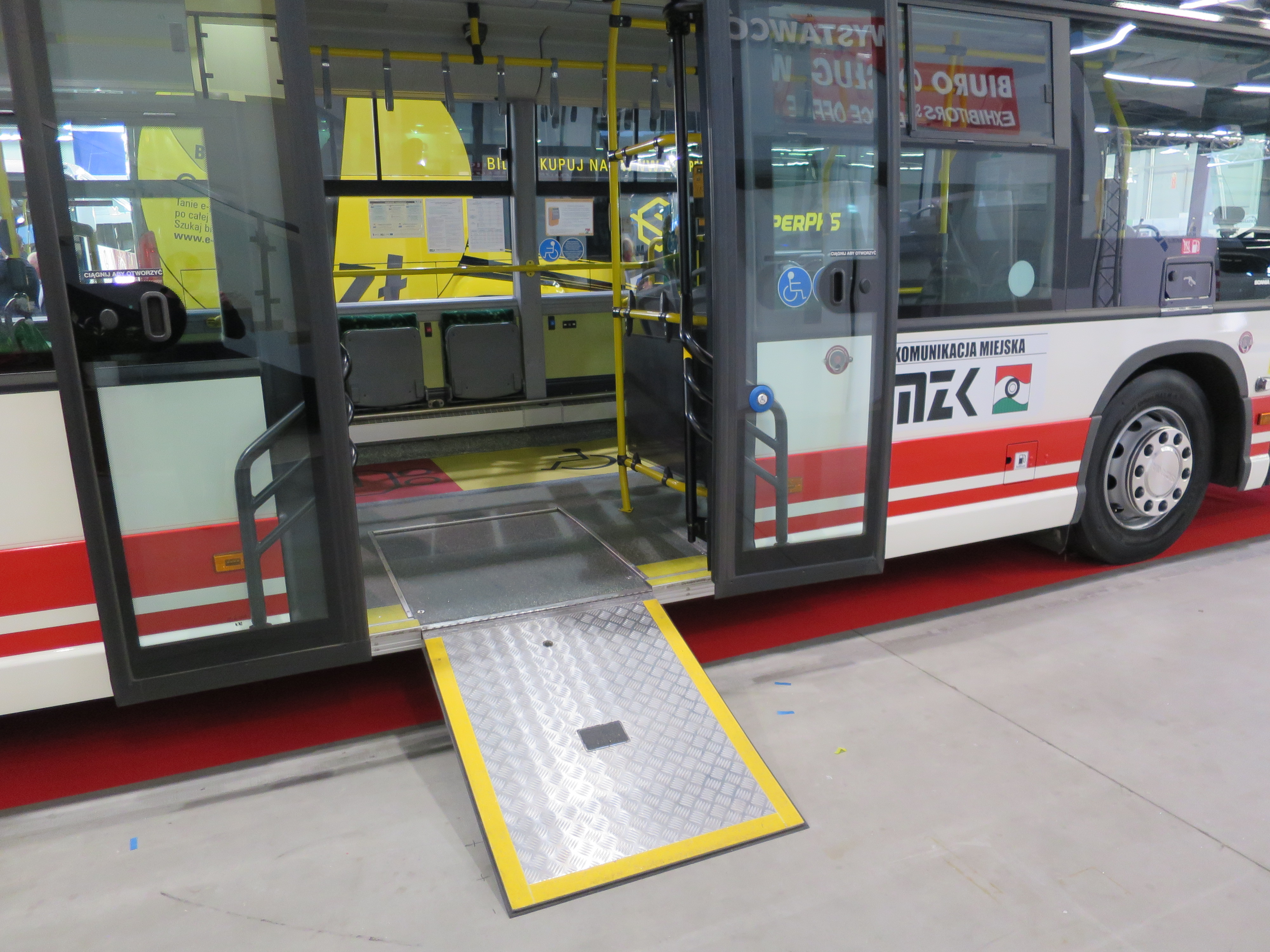
Rampa dla niepełnosprawnych w drugich drzwiach
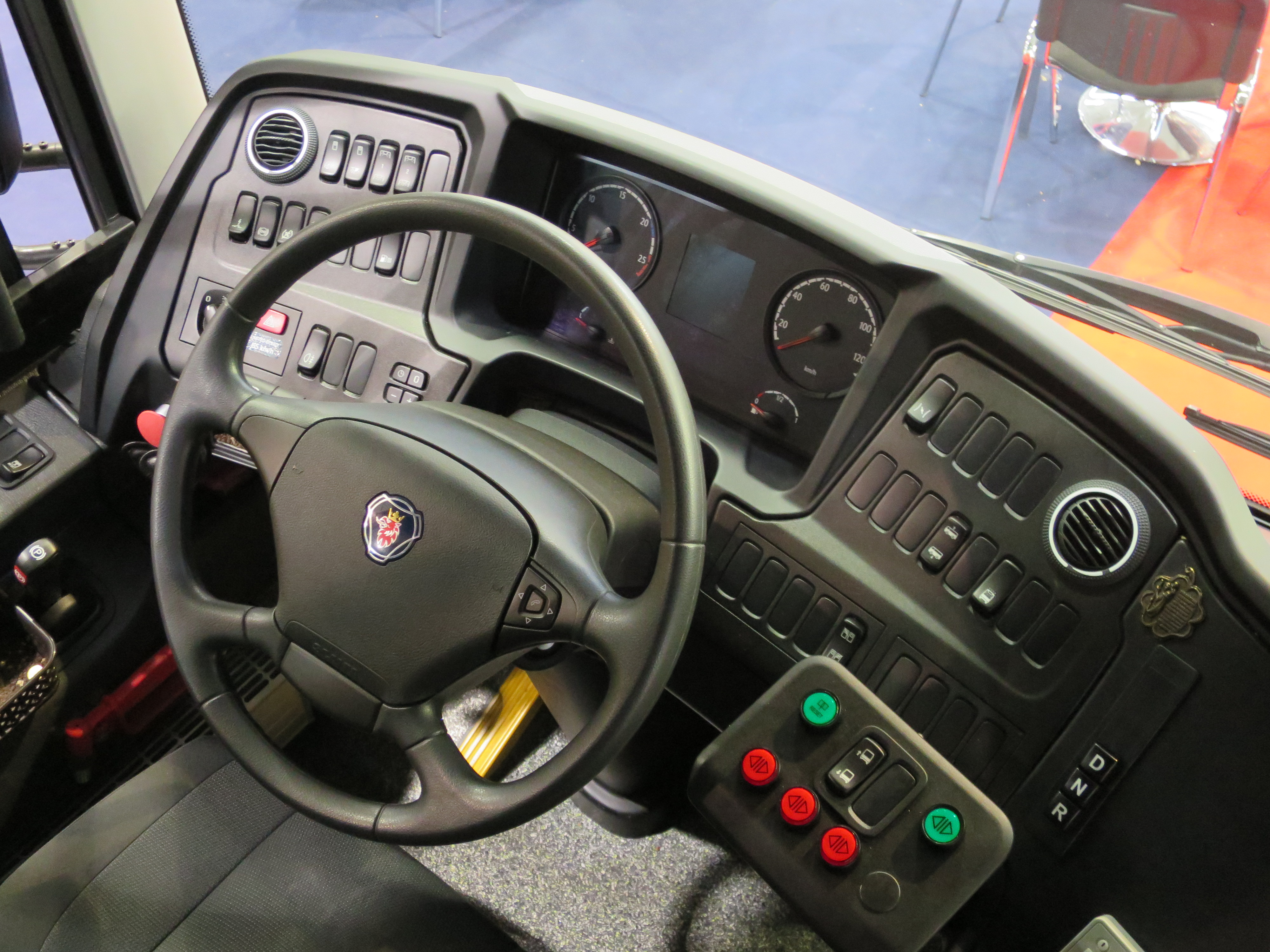
Kabina kierowcy
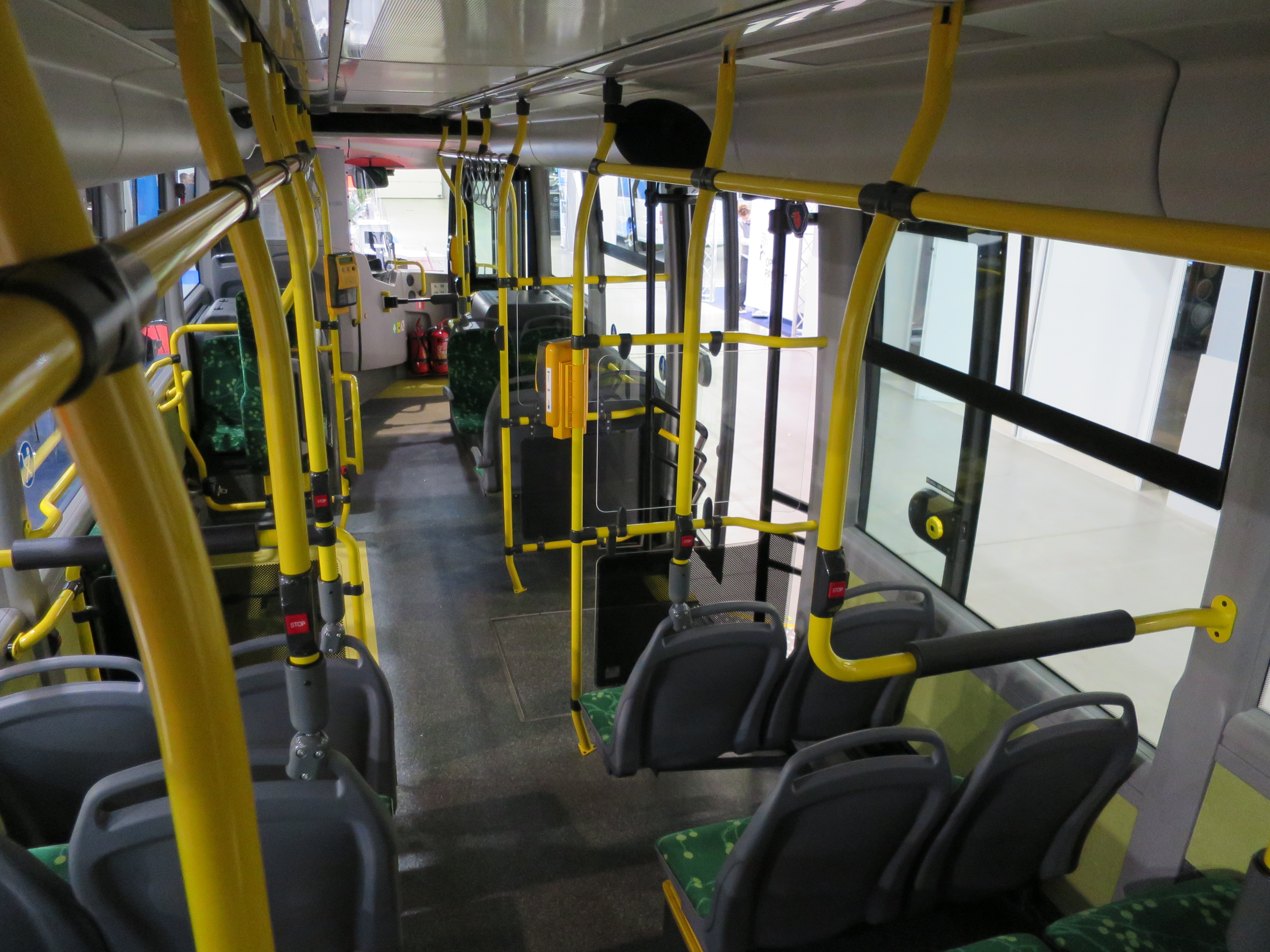
Wnętrze autobusu